# Mariska de Haas
Mariska de Haas (ook bekend als Mariska Orbán of Mariska Orbán-de Haas, 1977) is een Nederlandse journaliste. Ze was van 1 september 2010 tot 1 januari 2014 hoofdredacteur van het Katholiek Nieuwsblad. 

## Levensloop
De Haas groeide op in Gilze. Ze doorliep het Theresia Lyceum in Tilburg, voor ze aan de Fontys Hogeschool Journalistiek studeerde en in Breda de post-universitaire opleiding tot gestalttherapeute deed. Ze schreef voor verschillende regionale en landelijke kranten, waaronder NRC Handelsblad. In Tilburg schreef ze voor het blad Univers van de Universiteit Tilburg en doceerde ze journalistiek. Van 2009 tot september werkte ze bij de vereniging Impuls voor volwassenen met ADHD, dyslexie of dyscalculie. Eerst als redactrice van het kwartaalblad Impulsief en van juli tot september 2010 als hoofdredactrice. Ook werkte ze als adjunct-hoofdredacteur van vereniging Balans, voor ouders van kinderen met ADHD, dyslexie of dyscalculie. Hierna werd ze de eerste vrouwelijke en jongste hoofdredacteur ooit van een Nederlandse krant: op 32-jarige leeftijd werd ze hoofdredacteur van Katholiek Nieuwsblad.
In 2010 schreef ze in het Katholiek Nieuwsblad een open brief aan Jeanine Hennis-Plasschaert, na een tweet van Hennis-Plasschaert over haar ervaringen met miskramen.
In maart 2011 keerde zij zich tegen het opvoeden van kinderen door homoseksuele ouders. In oktober 2012 kwam zij weer met dit thema over het voetlicht in het tijdschrift Fabulous Mama  en in het televisiepraatprogramma Pauw & Witteman. Ze voerde in dat programma aan dat er wetenschappelijk bewijs was, dat een opvoeding door een vader en een moeder in het belang van het kind is. Op de vraag over welk wetenschappelijk onderzoek het ging, kon zij buiten haar directe kennissenkring alleen Freud noemen.
Haar uitlatingen op dit gebied werden op 8 november 2012 verwerkt in een column van Luuk Koelman in het gratis dagblad Metro, in de vorm van een gefingeerde brief van De Haas aan de moeder van Tim Ribberink, een jongeman die zelfmoord had gepleegd en wiens ouders een deel van zijn afscheidsbrief, waarin hij schreef dat hij in zijn jeugd stelselmatig gepest was, in de rouwadvertentie verwerkt hadden. De column leverde doodsbedreigingen aan haar adres op, waardoor zij met haar echtgenoot en kinderen moest onderduiken. De Haas vond de column laag, smakeloos en pijnlijk.
Op 1 januari 2014 nam Henk Rijkers het hoofdredacteurschap officieel over, nadat De Haas een vierde kind had gekregen. De Haas bleef wel als redacteur aan het blad verbonden. In maart 2015 verzette ze zich tegen een lespakket over seksuele voorlichting voor kleuters.
Op 25 januari 2019 werd bekend dat De Haas ontslagen werd als gevolg van een inkrimping van de organisatie. Daarnaast viel ze begin april 2019 op door weekblad Donald Duck te betichten van LGBTQ-indoctrinatie, wat haar veel kritiek op sociale media opleverde.
In 2023 richtte De Haas het platform Factrefuge op, met 1,4 miljoen internationale lezers, gericht op meer geluid van rechts in de media over met name asielzoekers.

## Persoonlijk
De Haas heeft vier kinderen.